# 国際麻薬統制委員会
国際麻薬統制委員会（こくさいまやくとうせいいいんかい、International Narcotics Control Board、略称：INCB）は、国際連合の機関の1つで、薬物関連国際条約の実施を目的とした準司法性と独立性を有する統制機関である。ウィーンに所在を置く。麻薬及び向精神薬の規制施行の監視、ならびに、前駆物質の規定において、重要な任務を果たしている。

## 歴史
国際連盟の時代の旧薬物関連国際条約のもとで、委員会の前身が設立された。1925年の国際阿片条約は常設中央委員会を設置した。この委員会は当初、あへん常設中央委員会（Permanent Central Opium Board）として知られていたが、後に、麻薬常設中央委員会として知られるようになった。1929年よりその任務を開始した。また、国際連盟解散後、1946年の「千九百十二年一月二十三日にヘーグで、千九百二十五年二月十一日、千九百二十五年二月十九日及び千九百三十一年七月十三日ジュネーヴで、千九百三十一年十一月二十七日にバンコックで並びに千九百三十六年六月二十六日にジュネーヴで締結された麻薬に関する協定、条約及び議定書を改正する議定書」において、麻薬監督機関が設立された。この条約は国際連盟から国際連合への移行に際して旧薬物関連国際条約を移行させる事を目的としており、麻薬監督機関は締約国における麻薬流通制限の評価システムを管理するために設立された。両機関は、1961年の「麻薬に関する単一条約」により国際麻薬統制委員会として統合された。委員会の構成は1946年の条約により、影響を及ぼされた。国際連合総会決議45/141、及び総会決議45/179による1990年の国連麻薬統制計画設置の決定により、国際麻薬統制委員会事務局は国連麻薬統制計画に統合されたが、独立性を保持している。
1949年より、国際麻薬統制委員会や他の薬物管理機構の活動について報告する Bulletin on Narcotics が発行されている。
2019年6月、INCBは薬物関連犯罪の対応について声明を行った。それは、比例原則と人権を尊重し、薬物を理由とした死刑を廃止し、薬物による健康への悪影響などを低減させる薬物の需要低減を最優先とし、個人的に使用する少量の薬物の所持のような軽微な違反に懲罰で対応することを、薬物を規制する条約は諸国に義務付けていないため、治療回復、社会への再統合といった代替策を活用することができるといった内容を含む。

## 執行権限
条約条項の履行の為に　麻薬に関する単一条約第14条、1971年の「向精神薬に関する条約」第19条、及び1988年の「麻薬及び向精神薬の不正取引の防止に関する国際連合条約」第22条は、いかなる国及び地域の不履行を検討する権限を委員会に付与している。これには、締約国並びに締約地域ではない国家及び地域も含まれている。問題の政府からの資料提出の要求、領域における状況検討の実行の提案、及び政府の是正措置の要求、以上の事柄を委員会は行うことができる。
政府が満足できる資料を提出しなかった、もしくは求めた是正措置を取らなかったと委員会が認めた場合、委員会は締約国、国際連合経済社会理事会及び麻薬委員会へ当該事件についての注意を喚起することができる。また、委員会は情報伝達のために当該事件に関する報告をすべての締約国に公表することができる。一部の状況下では、単一条約第21条の2「あへんの生産制限」に基づき、違反国のあへんの生産割当及び輸出割当等を控除することができる。また、向精神薬に関する条約第19条に基づき、委員会は「何らかの問題につき締約国、理事会及び麻薬委員会の注意を喚起する場合において、必要と認めるときは、締約国に対し、当該いずれかの国又は地域との間の特定の向精神薬の輸出若しくは輸入又はその双方を、一定の期間又は統制委員会が当該いずれかの国若しくは地域における事情について満足するまでの間停止するように勧告」（第2項）することができる。この決定は委員の全部の3分の2以上多数決による議決で行われる。単一条約の第9条第5項の注解は「委員会は休みなく会合してはいなく実際には毎年につき数週間のみ行われている為、政府と当該会合の間での"継続的な対話を可能とする為の機構"を維持する手段として必要な権限を委員会事務局へ委任せざるを得ない」と明記している。

## 組織
単一条約の第9条は、理事会により選出される13人に委員で構成されなければならないと義務付けられている。これらの委員は、
- 世界保健機関が指名した少なくとも5人が記載されている名簿から選出された、医学上、薬理学上、又は薬学上の経験のある3人の委員、
- 国連加盟国及び国連非加盟の締約国が指名した人物が記載されている名簿から選出された10人の委員、

より構成される。条文により理事会は、委員会の独立を確保するための措置を義務付けられている。第10条は「統制委員会の委員の任期は、五年とする。委員は再選されることができる。」と定めている。委員の長期に亘る任期と委員会が国ではなく個人で構成されるという事実は、委員会にとって政治的圧力から緩衝機能としての役目を果たしている。医学上、薬理学上、又は薬学上の経験のある人物を委員に就任させるという要綱は、製薬産業による陳情活動の成果であった。

## 注
1. ↑  国際麻薬統制委員会 (2019年6月). “State responses to drug-related criminality” (PDF).   International Narcotics Control Board. 2019年6月10日閲覧。
2. ↑  drugtextのアーカイブ Archived 2004年12月21日, at the Wayback Machine.による。

## 文献
- Bayer, I. and Ghodse, H.: Evolution of International Drug Control, 1945-1995, United Nations Office on Drugs and Crime.
- 外務省総合外交政策局国際社会協力部編　『国際機関総覧　2002年版』　国際問題研究所、2002年、201-204頁。
- 外務省条約局編　『条約集（平成5年　多国間条約）』　大蔵省印刷局、1996年、175-233頁。
- 衆議院法制局・参議院法制局編　『現行法規総覧』92、第一法規株式会社。